# Спортивная гимнастика на летних Олимпийских играх 2024 — вольные упражнения (женщины)
Соревнования среди женщин в вольных упражнениях на летних Олимпийских играх 2024 состоялись 28 июля и 5 августа в спортивном комплексе «Аккор Арена». 75 гимнасток из 33 стран (из 95 общего числа гимнасток) выступали в вольных упражнениях в квалификационном раунде. 

## Медалисты
| Золото                  | Серебро          | Бронза              |
| Ребека Андраде Бразилия | Симона Байлз США | Ана Бэрбосу Румыния |

## Расписание
Время местное (UTC+2)
| Дата      | Время        | Раунд        |
| --------- | ------------ | ------------ |
| 28 июля   | 9:30 - 21:10 | Квалификация |
| 5 августа | 14:25        | Финал        |

## Регламент
В финал соревнований вышли 8 лучших спортсменок, прошедших квалификационный этап (не более двух от каждой страны). В опорном прыжке в финал вышли те только гимнастки, которые выполнили два упражнения в опорном прыжке. За два упражнения складывается средняя оценка. В финале гимнастки снова выполняли два опорных прыжка. Квалификационные баллы не учитывались. Из-за равенства баллов в квалификации между Риной Киcи и Аной Бэрбосу в финальный раунд вышли 9 гимнасток.

## Результаты

### Квалификация
Гимнастки, занявшие первые 8 мест, проходят в финал. Если среди них больше 2 гимнасток от одного НОКа, то последняя из них не проходит в финал. Следующая по результатам гимнастка квалифицируется вместо неё.
| Место | Гимнастка        | Страна   | Оценка за трудность | Оценка за исполнение | Штраф | Результат | Примечание |
| ----- | ---------------- | -------- | ------------------- | -------------------- | ----- | --------- | ---------- |
| 1     | Симона Байлз     | США      | 6,8                 | 7,900                | 0,100 | 14,600    | Q          |
| 2     | Ребека Андраде   | Бразилия | 5,9                 | 8,000                |       | 13,900    | Q          |
| 3     | Джордан Чайлз    | США      | 5,8                 | 8,066                |       | 13,866    | Q          |
| 4     | Сабрина Войня    | Румыния  | 6,2                 | 7,600                |       | 13,800    | Q          |
| 5     | Аличе Д’Амато    | Италия   | 5,6                 | 8,100                |       | 13,700    | Q          |
| 6     | Оу Юйшань        | Китай    | 5,6                 | 8,066                |       | 13,666    | Q          |
| 7     | Манила Эспозито  | Италия   | 5,7                 | 7,933                |       | 13,633    | Q          |
| 8     | Рина Киси        | Япония   | 5,6                 | 8,000                |       | 13,600    | Q          |
| 8     | Ана Бэрбосу      | Румыния  | 5,6                 | 8,000                |       | 13,600    | Q          |
| 10    | Чжан Ихань       | Китай    | 5,5                 | 8,033                |       | 13,533    | R1         |
| 11    | Жулия Соареc     | Бразилия | 5,4                 | 8,100                |       | 13,500    | R2         |
| 12    | Жаде Барбоза     | Бразилия | 5,5                 | 8,000                |       | 13,500    | –          |
| 13    | Анджела Андреоли | Италия   | 5,8                 | 7,700                |       | 13,500    | –          |
| 14    | Чжоу Яцинь       | Китай    | 5,5                 | 7,966                |       | 13,466    | –          |
| 15    | Элизабет Блэк    | Канада   | 5,6                 | 7,900                | 0,100 | 13,400    | R3         |

### Финал
| Место | Гимнастка       | Страна   | Оценка за трудность | Оценка за исполнение | Штраф | Результат |
| ----- | --------------- | -------- | ------------------- | -------------------- | ----- | --------- |
| 1     | Ребека Андраде  | Бразилия | 5,9                 | 8,266                |       | 14,166    |
| 2     | Симона Байлз    | США      | 6,9                 | 7,833                | 0,600 | 14,133    |
| 3     | Ана Бэрбосу     | Румыния  | 5,8                 | 8,000                | 0,100 | 13,700    |
| 4     | Сабрина Войня   | Румыния  | 5,9                 | 7,900                | 0,100 | 13,700    |
| 5     | Джордан Чайлз   | США      | 5,8                 | 7,866                |       | 13,666    |
| 6     | Аличе Д’Амато   | Италия   | 5,6                 | 8,100                | 0,100 | 13,600    |
| 7     | Рина Киси       | Япония   | 5,7                 | 7,566                | 0,100 | 13,166    |
| 8     | Оу Юйшань       | Китай    | 5,6                 | 7,700                | 0,300 | 13,000    |
| 9     | Манила Эспозито | Италия   | 5,7                 | 6,533                | 0,100 | 12,133    |

1. ↑  Джордан Чайлз изначально за своё выступление получила 13,666 баллов, однако после проверки выяснилось, что её сложность была заявлена неверно. Этот показатель был скорректирован с 5,8 до 5,9, а общий результат был увеличен до 13,766 баллов, что позволило ей подняться с пятого места на третье. Однако Ана Бэрбосу, лишившаяся из-за этого решения «бронзы», подала апелляцию в Спортивный арбитражный суд в связи с тем, что запрос Чайлз был подан после истечения отведённого на это действие срока в одну минуту, и, следовательно, не должен был быть принят. 10 августа, спустя пять дней после соревнований, Суд установил, что запрос Чайлз был подан после истечения одноминутного срока, указанного в статье 8.5 Технического регламента FIG 2024[4]: «Первоначальный результат в 13,666 балла, полученный Джордан Чайлз в финале женских вольных упражнений, должен быть восстановлен», а Международной федерации гимнастики необходимо зарегистрировать соответствующие итоговые результаты и распределить медали в соответствии с изданным постановлением[5][6].